# LeBron James
LeBron Raymone James (født 30. december 1984) er en amerikansk professionel basketballspiller, som spiller for NBA-holdet Los Angeles Lakers. Han anses som en af de bedste basketballspillere nogensinde, og holder rekorden for flest point i NBA nogensinde. 2. marts 2024 rundede han som den første 40.000 points.
Han er fire gange kåret til MVP (Most Valuable Player) i NBA (2008–2009, 2009–2010, 2011–2012 og 2012–2013). Han er også kåret til All-Star MVP to gange (2006 og 2008) og i 2012, 2013 og 2016 blev han valgt til NBA Finals MVP.
LeBron James blev valgt som nr. et ved draftet til NBA i 2003, hvor han blev valgt af Cleveland Cavaliers. I modsætning til de fleste spillere, der vælger at tage på college først, gik han direkte fra high school til NBA.
Han vandt sin første NBA titel i 2012 med Miami Heat efter en 4-1 sejr mod Oklahoma City Thunder. Han vandt ligeledes finals MVP trofæet.
I 2014 skiftede han tilbage til Cleveland Cavaliers, hvor han vandt mesterskabet i sæsonen 2015–2016. Den 1. juli 2018 blev det offentliggjort at han skiftede til Los Angeles Lakers.

## Karriere

### Første år i High School
Allerede i sit første år i high school, Saint Vincent-Saint Mary High School (SVSM) i Akron, hvor han var 1 meter og 90 centimeter høj, var han med til at sikre skolen sit første delstatsmesterskab siden 1984. I løbet af den efterfølgende sommer voksede d den første var han den første nogensinde fra de yngre klasser, der blev inviteret, og han endte med at slå scoringsrekorden og blive MVP. Ved den anden var Lenny Cooke, en forward fra New York, udset til at være det store navn, men han blev klart overstrålet af LeBron James. Efter denne camp lancerede New York Times – hjulpet på vej af LeBron James selv – et rygte om, at han ville gå ind i NBA Draftet allerede efter hans tredje år på high school. Han afviste senere rygtet, men det var med til at udbygge legenden om "King James", kælenavnet som han allerede havde på dette tidspunkt.

### Tilnærmelser fra Cleveland Cavaliers
I løbet af Junior-året på high school begyndte spekulationerne om hans fremtid at florere. Han havde tilstrækkeligt gode karakterer til, at han kunne vælge og vrage mellem forskellige universiteter, men spørgsmålet var, om han egentlig overvejede college, da han først og fremmest så sig selv som basketballspiller. Med øget eksponering blev han samtidigt udsat mere og mere for de tillokkende sider ved at være professionel atlet. Bl.a. var der hård konkurrence mellem sportsudstyrsfabrikanterne adidas og Nike om at sikre sig hans underskrift på en sponsorkontrakt – ifølge medierne ville slutbuddet nå op i nærheden af 20 mio. dollars.
En af dem, som bemærkede ham, var John Lucas, som på det tidspunkt var head coach for det lokale NBA-hold, Cleveland Cavaliers. Han inviterede den dengang 17-årige LeBron til træning, hvor han bl.a. imponerede ved at lave dunks imod et par af holdets store spillere og med sit exceptionelle blik for spillet. Denne form for kontakt til unge spillere før NBA-draften er ulovlig ifølge NBA's egne regler, og det kostede John Lucas en karantæne på to kampe og klubben en bøde på 150.000 dollars.

### Kontroversielle gaver
I løbet af sit senior-år fyldte LeBron James atten år. Det var den sæson, hvor han for alvor blev kendt uden for de kredse, der fulgte high school-basketball, ikke mindst pga. nogle kontroversielle hændelser. Bl.a. vakte det stor opmærksomhed, da hans mor købte ham en SUV med tre indbyggede fjernsyn i 18 års fødselsdagsgave for penge, hun lånte i banken. SVSM og Ohio High School Athletic Association, overvejede at udelukke ham, men undlod. Senere på sæsonen blev han faktisk udelukket, efter han havde modtaget to NBA-spille trøjer i retro stil til en værdi af 845 dollars fra en sportsforretning. Ved hjælp af en advokat fik LeBron James hurtigt spille tilladelsen igen.
Saint Vincent-Saint Mary havde endnu en succesfuld sæson med 24 sejre, et nederlag og endnu et Ohio-mesterskab. LeBron James sluttede sæsonen med at deltage i to all star-arrangementer, hvilket gjorde det umuligt for ham at blive hvervet til college-basketball. Hans valg var klart: Han ville i NBA direkte fra high school.

### Cleveland Cavaliers (2003–2010)
Efter en årrække med sæsoner hvor Cleveland Cavaliers har tabt de fleste kampe, røg de i 2002-2003 sæsonen ned som et at de dårligste hold i NBA. Det gjorde at de fik det første draft pick i 2003 draften. Med det første valg i NBA draften i 2003, blev LeBron James valgt af Cleveland Cavaliers fra hans hjemstat Ohio. James havde fra starten af sin karriere mange som tvivlede på om han var klar nok til at spille professionel basketball i verdens bedste liga. Men de tvivlere var hurtigt væk efter at han i sin første sæson i NBA fik titlen som Rookie Of The Year (ROTY). Lebron James status og niveau voksede i Cleveland efter at de var begyndt at bygge holdet op omkring deres nye stjerne.
James blev for første gang valgt som All-star i hans anden sæson i ligaen (2004-05). I All-star kampen fik han følgende stat 13 point, 8 rebounds, og 6 assist hvilket var en mindre faktor til at Eastern Conference vandt kampen. Den 20. Marts, 2005 scorede James 56 point mod Toronto Raptors, og slog dermed Cleveland's rekord for flest point i en kamp. I 2006 sæsonen vandt han All-star kampens MVP, efter han førte East til en sejr med 29 point. I samme sæson
kvalificerede Cleveland Cavaliers sig til Play-off slutrunden for første gang siden 1998, den præstation gjorde at han endte som ligaens næstbedste spiller efter Steve Nash som vandt MVP-titlen.
Efter 2008-09 sæsonen endte "The King" på andenpladsen i NBA Defensive Player of the Year og kom på sit første NBA All-Defensive Team med en sæson med 93 blocks. James var den største faktor til at holdet endte med 66 sejre og kun 16 nederlag i sæsonen, det gjorde at han med sine 28.4 point, 7.6 rebounds, 7.2 assist, 1.7 steals og 1.2 blocks i gennemsnit per kamp, blev kåret til ligaens MVP for første gang i sin karriere og den første MVP i Cleveland Cavaliers historie.
I 2009-10 sæsonen døjede LeBron James med en del skader, hvilket gjorde at han i en periode spillede point guard for Cavs. Men det gjorde ikke den store forskel da James vandt sin anden MVP titel træk og Cleveland alligevel blev det bedste hold i ligaen. Men i play-off kampene oplevede James og resten af holdet ikke den selv samme succes da holdet røg ud i anden runde til Boston Celtics.

### "The Decision" og skiftet til Miami Heat
Efter syv sæsoner hos Cleveland Cavaliers valgte LeBron James at blive free agent efter 2009/2010-sæsonen. Der opstod mange rygter om, hvor han skulle spille henne. De bejlere, som blev nævnt oftest var Cleveland Cavaliers, Chicago Bulls, New York Knicks og Miami Heat.
Hans beslutning blev en mediebegivenhed i sig selv, da sportskanalen ESPN lavede en særudsendelse kaldet "The Decision", hvor han afslørede, at han havde valgt Miami. Her kom han på hold med Dwayne Wade og Chris Bosh, to stjerner, som han havde spillet sammen med på det amerikanske landshold ved OL i Beijing i 2008. Det kom senere frem, at de allerede på det tidspunkt havde talt om muligheden for at spille sammen.

### Første NBA-mesterskab
Efter en skidt start hvor LeBron James' hold, Miami Heat, tabte på udebane i den første kamp i serien til Oklahoma City Thunder, men efter Miami Heat vandt den anden kamp i serien ligeledes på udebane overtog de hjemmebanefordelen fra Oklahoma City Thunder. Efter de to første hjemmekampe, kamp tre og fire, førte Miami Heat 3-1 og da serien er bedst af syv skulle Miami Heat bare vinde én kamp mere ud af tre mulige. Det gjorde de i den efterfølgende kamp, hvor de også var på udebane. Den 21. juni 2012 vandt Miami Heat 106-121 over Oklahoma City Thunder. LeBron James, som året før havde fået kritik for at choke eller svigte i finalen, lavede en triple-double i den afgørende kamp med 26 point, 11 rebounds og 13 assist og var selvskrevet til titlen som 2012 Bill Russell Most Valuable Player. Dermed fik LeBron James sin første ring, og har dermed nået en vigtig milepæl i sin karriere.

### The Return (2014–2018)
Den 25. Juni, 2014 valgte James igen at blive free agent fra den 1. Juli samme år. Den 11. Juli afslørede han igennem sportsmagasinet Sports Illustrated at han ville tage tilbage til sin hjemstat Ohio, og igen tørne ud for Cleveland Cavaliers. Selvom der havde været mange Cleveland fans der havde lagt ham for had, så tilgav de ham og James blev godt taget imod af fansene. En måned efter han kom tilbage til Cleveland, tradede Cavs sig til Minnesota Timberwolves Kevin Love for Andrew Wiggins, som man lige havde hentet i draften, for at skabe en superstjernetrio med Cavaliers unge point guard Kyrie Irving.
Cleveland kvalificerede sig til The Playoffs ved at slutte som to'ere i Eastern Conference, selvom at Clevelands to stjernespillere Kyrie Irving og Kevin Love sad ude med skader, kom holdet alligevel i finalen hvor de mødte et stærkt Golden State Warriors hold med ligaens MVP Stephen Curry på holdkortet. Lebron James gennemsnittede 35.8 point, 13.3 rebounds, og 8.8 assists per kamp i serien, men det var ikke nok til at slå de Warriors ud . Selvom Cleveland tabte fik James en del ros i medierne da han spillede en flot finale serie.

### Landshold
James debuterede på det amerikanske landshold til OL 2004 i Athen. Holdet var, baseret på tidligere OL-resultater, favoritter, men holdet havde skuffet ved blot at blive nummer seks ved seneste VM. Holdet blev også blot nummer fire i indledende pulje efter to nederlag, men det var nok til at komme med i knockout-fasen. Her blev det til sejr over Spanien i kvartfinalen, inden holdet i semifinalen tabte til Argentina, der senere vandt guld med finalesejr over Italien. USA sikrede sig bronze med sejr over Litauen, som holdet havde tabt til i indledende runde.
Han var også med til at vinde VM-bronze i 2006, inden han igen var med på holdet til OL 2008 i Beijing. Her havde holdet ny træner, og med Kobe Bryant, Dwyane Wade og James i spidsen vandt de den indledende pulje stensikkert. I kvartfinalen blev det sikker sejr over Australien, i semifinalen over Argentina, og i finalen sikrede amerikanerne sig guldet med sejr på 118-107 over verdensmestrene fra Spanien, der dermed fik sølv, mens Argentina fik bronze.
Ved OL 2012 i London var NBA-stjernerne igen på toppen med blandt andet Bryant og James, og de vandt igen alle kampe i indledende runde. I kvartfinalen blev Australien besejret, mens Argentina i semifinalen ligeledes måtte indkassere et nederlag, hvorpå finalen mod Spanien blev en ret tæt affære, hvor amerikanerne først i kampens sidste par minutter sikrede sig guldet med 107-100, så Spanien fik sølv, mens Rusland fik bronze.

## Privatliv
James har 3 børn med Savannah Brinson, nemlig sønnerne LeBron James Jr., Bryce Maximus James og datteren Zhuri James.
Lebron "Bronny" James Jr. er professionel basketballspiller for Los Angeles Lakers, og Bryce James spiller for gymnasieholdet Sierra Canyon.
Han har i 2011 udgivet sin egen tegnefilm, kaldet "The LeBrons", hvor personerne hver især repræsenterer en side af ham selv. Bl.a. er der Sportsman, Businessman osv.
James har ejendomme i både Cleveland, Ohio og Los Angeles, California.